# 蒙東内罗斯
蒙東內羅斯 (西班牙語：Montoneros) 是一個自稱為裴隆主義者的阿根廷游擊戰軍事組織。它與在1960至1970年代間存在的只承認馬克思主義的其他政治軍事組織有所區別。
它的創立目的是對抗獨裁政權«Revolución Argentina»(1966-1973)、胡安·裴隆返國以及呼籲舉行自由選舉。 在埃克托爾·何塞·坎波拉 於1973年5月25日當選總統，民主重建，政治、立法、文化、新聞、工會、社區、團結等活動恢復之後。他們的宗旨變成建立國家社會主義，他們認為這是裴隆主義的自然進階。
自工會領導人JoséIgnacio Rucci（1973年9月）被謀殺後，蒙東內羅斯沒有被究責，儘管一切都表明它應對這起事件負責任。但這件事也導致人們對裴隆和裴隆主義的排斥日益增多，導致他們被逐漸孤立。謀殺事件發生幾天前，裴隆在一份報告中確認：“我們從不用高壓的方式搞運動[…]。 我同意所有的運動[…]。 我們有極右派的人，也有極左派的人”，根據裴隆本人的說法，這並不代表著他接受“階級鬥爭”。
1974年9月，蒙東內羅斯進入隱蔽活動模式。一年後，1975年9月，伊莎貝爾·裴隆政府宣佈蒙東內羅斯是非法恐怖組織。之後，蒙東內羅斯被1976年政變掌權的軍事獨裁政權瓦解。